# Begamangala, Nagamangala
Begamangala là một làng thuộc tehsil Nagamangala, huyện Mandya, bang Karnataka, Ấn Độ.